# Голливудская «Аллея славы»
Голливудская «Аллея славы» (англ. Hollywood Walk of Fame) — ряд тротуаров по обеим сторонам от проезжей части на протяжении пятнадцати кварталов на Голливудском бульваре и на протяжении трёх кварталов на Вайн-стрит, в Голливуде, Лос-Анджелес, Калифорния, США, которые служат постоянным и общественным памятником достижений в индустрии развлечений. Более чем 2500 пятиконечных медных Звёзд вмонтированы в  терраццовые плиты тротуара. На «Аллее славы» представлены имена актёров, музыкантов, продюсеров, директоров музыкальных и театральных групп, вымышленных и реальных персонажей, и многих других за их вклад в индустрию развлечений и искусства. «Аллеей славы» управляет Голливудская торговая палата, финансируемая Hollywood Historic Trust.
«Аллея славы» привлекает около 10 миллионов посетителей ежегодно. Это больше, чем Китайский театр Граумана, судно «Королева Мэри» и Музей искусств округа Лос-Анджелес. Также она играет важную роль в развитии городского туризма.

## Описание
Аллея Славы протянулась с востока на запад по Голливудскому бульвару от Гауэр-стрит до Ла Бреа авеню, и совсем немного по Пути Маршфилд, которая расположена по диагонали между Голливудским бульваром и Ла Бреа авеню, а также с севера на юг по Вайн-стрит между Юкка-стрит и Сансет бульваром.
Каждый монумент состоит из пятиконечной звезды, кораллово-розового терраццо, с ободком из латуни (не бронзы, это довольно распространенная ошибка), заложенной в пол терраццо. В верхней части звезды находится имя лауреата, сделанное из меди. Под именем, в нижней части звезды, находится круглая медная эмблема, которая указывает категорию вклада лауреата.
Эмблемы символизируют пять категорий индустрии развлечений:
- — классическая плёночная кинокамера за вклад в развитие киноиндустрии.
- — ретро-телевизор за вклад в развитие телевидения.
- — фонограф за вклад в индустрию звукозаписи и музыки.
- — радиомикрофон за вклад в развитие индустрии радио.
- — маски комедия/трагедия за вклад в развитие театра (существует c 1984 года).
- [необходимо изображение] — Спортивный трофей за вклад в развитие спортивного развлечения (существует c 2023 года).

На данный момент около 47 % Звёзд представлены в категории развития киноиндустрии, 24 % в категории развития телевидения, 17 % — развития звукозаписи, 10 % — развития радио, и меньше 2 % — развития театра. В среднем около двадцати-тридцати Звёзд появляются на Аллее ежегодно.
Девятнадцать «Специальных категорий» Звёзд представлены по другим вкладам, типа корпоративных объектов и организаций обслуживания, у специальных лауреатов совершенно другие эмблемы. Например, эмблема Звезды Лос-Анджелесского полицейского отдела — точная копия значка LAPD. Эмблема Звезды бывшего политика Тома Брэдли показывает печать Лос-Анджелеса, а Звезда Лос-Анджелесского бутика «Секреты Виктории» изображает корпоративную эмблему лауреата.
Но есть и два исключения к форме Звезды. Миссия Аполлона 11 на Луну, представлена установленной на Вайн-стрит Звездой в форме Луны, которая содержит: имена астронавтов (Нил Армстронг, Эдвин E. Олдрин младший, Майкл Коллинз), дату первой посадки на Луну (20 июля 1969), и слова Apollo XI, — и выполнена из тёмно-серого терраццо, с телевизионной эмблемой.
Второе исключение — Звёзды «Друг Аллеи Славы», которые представлены в квадратной форме, с ободком из миниатюрных копий кораллово-розовых Звёзд с Голливудской Аллеи Славы, изображающих 5 стандартных символов индустрии развлечений, вместе с именем и корпоративной эмблемой спонсора.

## История

### Происхождение
В начале 1950-х годов президент Голливудской торговой палаты Э. М. Стюарт выделил кредит для воплощения оригинальной идеи — создания Аллеи Славы. Согласно официальному сообщению Палаты в 1953 году, Стюарт предложил Аллею как средство «поддержки общественной славы артистов, чьи имена знают и любят во всём мире». Гарри Сагэрмен, другой член Палаты и президент ассоциации усовершенствования Голливуда, получил кредит в некоторых независимых банках. Тогда был создан комитет из архитекторов, который воссоздал идею в деталях и сохранил её для дальнейшего развития. Предполагают, что на создание эмблемы именно в форме звезды повлияла столовая исторической гостиницы «Голливуд», простоявшей на Голливудском бульваре более 50 лет (на её месте сейчас расположены «Комплекс Голливудских холмов» и театр «Кодак»), на потолке которой были расположены покрашенные звёзды. Другая теория затрагивает популярный голливудский ресторан «Тропики», меню которого изображало фотографии знаменитостей, обрамлённые в золотые звёзды.
К 1955 году общий проект и его конструкция были согласованы, а его план был представлен Лос-Анджелесскому муниципалитету. В феврале 1956 года показали карикатуру лауреата Джона Уэйна как образец. Однако карикатуры оказались слишком дорогими и трудновыполнимыми для того, чтобы выполнить их с доступной в то время технологией в латуни коричнево-голубого цвета. Поэтому он был отклонён Чарльзом Тоберманом, легендарным разработчиком недвижимого имущества, известным как Мистер Голливуд, потому что цвета, в которых сделали карикатуру, уже были использованы в новом здании, которое тот установил на Голливудском бульваре, кинотеатр «El Capitan».

### Создание
К марту 1956 года были одобрены заключительный проект — конструкция и цветовая гамма. И в промежуток с весны 1956 года по начало 1957 года 1550 знаменитостей были отобраны комитетом, представляющим четыре ветви индустрии развлечений: киноиндустрия, телевидение, звукозапись и радио. Комитеты включали в себя некоторые из самых известных лиц в индустрии развлечений, таких как Сесиль ДеМилль, Сэмюэл Голдуин, Джесси Ласки, Уолт Дисней, Хэл Роач, Мак Сеннет, и Уолтер Ланц.
Строительство Аллеи началось в 1958 году, но два судебных процесса не дали завершить строительство. Первыми подали в суд местные владельцы недвижимости. Они требовали выплатить за Аллею, и вместе с ней за новое уличное освещение и деревья, налог — $1,25 миллиона. Вторым был Чарльз Чаплин мл. (сын Чарли Чаплина). В октябре 1959 судебный иск был отклонён, после чего строительство Аллеи было завершено.

### Миф Джоан Вудворд
В то время широко обсуждалось, что Джоан Вудворд была первой знаменитостью, которая получила Звезду на Аллее Славы, но в действительности никаких «первых» получателей Звезды не было. Все оригинальные Звёзды были установлены одновременно, без индивидуальных церемоний. Восемь Звёзд, выбранных наугад из оригинальных 1550, были заложены сначала, как примеры, в то время как судебные тяжбы задерживали строительство. Они были установлены временно на северо-западном углу Голливудского бульвара и Голливудских холмов в сентябре 1958 года, и демонстрировалась как Аллея, и как она должна была выглядеть в конечном счете. После инновации, 8 февраля 1960 года, те восемь Звёзд Оливии Борден, Рональда Колмана, Луис Фазенды, Престона Фостера, Берта Ланкастера, Эдварда Седжвика и Эрнеста Торренса были установлены наряду с остальными. Первая звезда, заложенная в своем постоянном местоложении, была Звезда Стэнли Крамера. Её заложили 28 марта 1960 года, в самом конце на востоке Аллеи, около пересечения Голливуда и Гауэра.
Точное происхождение легенды Джоан Вудворд неизвестно. Возможно, она появилась из-за того, что Джоан была первой знаменитостью, которая согласилась позировать перед фотографами рядом со своей Звездой, и поэтому её стали называть первой обладательницей.

### Застой
1960-е и 1970-е были периодом длительного кризиса в Голливуде и его области. Первоначально Аллея была задумана для частичной перестройки Голливудского бульвара, но денежный курс в области Голливуда продолжал устойчиво снижаться в течение всего периода. В то время как «Комитет Аллеи Славы по выбору» продолжал существовать, за восемь лет не добавили ни одной новой Звезды.

### Оживление
Джонни Грант, обладатель двух Звёзд на Аллее Славы (за вклад в индустрию радио и телевидение) и член Палаты, внёс существенные изменения, которые «реанимировали» Аллею и сделали её достопримечательностью. В 1968 году он начал возрождение процесса выбора, созданного им же, в котором он укреплял общественное знание, путём организации церемонии обнародования новой Звезды. Далее он стимулировал гласность и одобрял международный охват прессы, требуя, чтобы каждый получатель лично появлялся при открытии своей персональной Звезды.
Пока область Голливуда ещё не начала восстанавливаться после кризиса в 1980-х, Грант вспоминал:

«Я был очень груб, требуя, чтобы люди присутствовали лично на открытии своей Звезды на Аллее Славы»
После этого многие известные личности внесли свой вклад в восстановление Голливуда после кризиса.
Грант также назначил гонорар $2500 (сейчас $25 000), подлежащий оплате человеком или юридическим лицом, который назначает получателя, для того чтобы финансировать Аллею Славы, и минимизировать затраты налогоплательщика. В декабре 1968 года Ричард Д. Занук получил первую новую Звезду после восьмилетнего застоя. На этой церемонии Звезду ему вручил Дэнни Томас. С тех пор новые Звёзды добавляются ежегодно, в количестве 20-30 штук.
В 1978 году Лос-Анджелес назвал Голливудскую Аллею Славы Лос-Анджелесским историческим памятником культуры.
В 1980 году Грант получил свою Звезду на Аллее славы за его вклад в индустрию телевидения. А в 2002 году он получил вторую Звезду в «специальной категории», чтобы признать его основную роль в улучшении и развитии Аллеи. Он также был назван председателем Отборочного Комитета и Почётным мэром Голливуда (церемонию присвоения этих званий провели Арт Линклеттер, Лоуренс Уэлк и др.). С 1980 года он работал в обоих офисах и открывал значительно большое количество Звёзд на церемониях до самой своей смерти в 2008 году. Его уникальная Звезда «специальной категории» имеет эмблему, изображающую «Большую печать Голливуда», она расположена при входе в Театр Кодак.

### Расширение
В 1984 году была добавлена новая категория индустрии развлечений «Живой театр», она была добавлена, чтобы подтвердить вклад артистов в эту ветвь. Второй ряд Звёзд был создан на каждом тротуаре, как бы чередуясь с другими Звёздами.
В 1994 Аллея Славы была расширена на один квартал, в сторону запада по Голливуд б-р, от Сэкамор авеню к северу Ла Бреа авеню (плюс небольшая доля на Маршфилд, который соединяет Голливуд б-р и Ла Бреа), где теперь она заканчивается возле серебряных «Четырёх Леди Голливуда». В то же самое время Софи Лорен удостоилась 2000-й Звезды на Аллее.

### Восстановление
В 2008 году было начато восстановление Аллеи, на которое было потрачено $4,2 млн. 778 звёзд были отремонтированы или заменены из-за износа, перенесённого за эти годы, незначительные повреждения были нанесены людьми, ходящими по ним. Одновременно «Друзья Аллеи Славы» получили должности, после чего коммерческие компании могли внести деньги для восстановления Аллеи. Водка «Absolut» стала первым другом, пожертвовав миллион долларов, за ней следовала косметическая компания L’Oréal, которая скрыла свою сумму вклада. Эти друзья были награждены почётными Звёздами перед театром «Кодак», который по иронии являлся самой поврежденной частью Аллеи.
Проект начался с оценки всех 2365 звёзд, находящихся на Аллее в то время. Каждая Звезда получала свою категорию повреждённости: «A», «B», «C», «D» и «F»; Звёзды последней категории были повреждены сильнее всего. Это были Звёзды Джоан Коллинз, Питера Фрэмптона, Дика Ван Пэттена, Уилларда Ватермана, Ричарда Болеславского, Эллен Дрю, Пола Дугласа, Эндрю Л. Стоуна, Фрэнка Крамита и Бобби Шервуда. Около 50 Звёзд получили категорию «D».
Продолжающийся проект восстановления сотрудничал с «Голливудской Палатой», различными городскими и окружными правительственными учреждениями, а также со «Столичным управлением транспортировки», управляющим метро «Красная линия», проходящим под Аллеей, так как были подозрения, что присутствующая линия подземки частично ответственна за повреждения.

## Аллея сегодня

### Многократныезвёзды
Первоначально Отборочный комитет хотел признать вклады некоторых знаменитостей во многие категории многократными Звёздами. Джин Отри единственный, кто имеет Звёзды всех пяти категорий. Боб Хоуп, Микки Руни, Рой Роджерс и Тони Мартин имеют звёзды в четырёх категориях (Руни имеет три собственных и одну делит со своей супругой Джан, Роджерс также имеет три собственных и одну совместно с кантри-группой «Сыновья пионеров»). Тридцать человек, включая Фрэнка Синатру, Дэнни Кея, Джорджа Бёрнса, Эда Винна и Джека Бэнни имеют звёзды в трёх категориях, и только пять из них женщины — Дина Шор, Гейл Сторм, Джейн Фроман, Мари Уилсон и Джо Стаффорд.
Джордж Истмен — единственный лауреат с двумя звёздами в одной и той же категории и за одно и то же достижение. Его оригинальная звезда (за изобретение плёночной кинокамеры) находится на Вайн стрит; когда театр «Кодак» был построен (в 2002 году), вторая, идентичная звезда была установлена у входа.
Шесть музыкальных деятелей имеют по две звезды за свой вклад в музыкальную индустрию. Майкл Джексон за свою сольную карьеру и за карьеру в группе The Jackson 5, Дайана Росс как сольная певица и как певица в The Supremes, Смоки Робинсон как сольный исполнитель и как солист группы The Miracles, а также Джон Леннон, Ринго Старр и Джордж Харрисон как солисты и как участники группы The Beatles.
Назначение Пола МакКартни на собственную звезду истекло в 1998 году, когда не могли назначить дату церемонии награждения. Потом он был повторно назначен и получил вторую звезду «когда назначенная дата награждения устроила его». Шер не смогла присоединиться к этому клубу исключительных, отказываясь намечать церемонию, даже когда её заставляли принудительно, в 1983 году. Однако она посетила церемонию вручения звезды Сонни и Шер, как дань уважения её бывшему мужу Сонни Боно, трагически погибшему в горах.

### Спорные случаи
Чарли Чаплин единственный, кто был дважды отобран для Звезды одной и той же категории на Аллее. В 1956 году он был выбран в первоначальную группу (состоящую из 500 знаменитостей), но Отборочный комитет в конечном итоге исключил его из-за якобы моральных вопросов (он был обвинён в нарушении Закона Манна о т. н. Белом рабстве и проходил реабилитацию в течение 1940-х годов), но вероятнее из-за его левых убеждений и политических взглядов. Его исключение из списка отрицательно повлияло на судебный процесс, в котором участвовал его сын Чарли Чаплин-мл. Однако в 1972 году Звезда Чаплина на Аллее всё же была заложена. В том же году Чаплин получил Оскар. И в течение ещё шестнадцати лет Торговая палата получала письма со всех концов страны, в которых граждане возражали против изначального решения Отборочного комитета.
В 1978 году комитет, возможно, вспомнив свои затруднения с Чаплином, проголосовал против вручения Звезды блестящему оперному певцу, актёру, автору песен, адвокату и социальному активисту Полю Робсону. На этот раз представители индустрии развлечений выступили с протестом, к которому присоединились местные и национальные политические деятели и множество других людей. Резонанс был настолько широким, что Комитет тут же изменил своё решение, и с тех пор Звезда Робсона (за вклад в киноиндустрию) занимает своё место на Голливудском бульваре под номером 6660.

### Звёздыполитиков
Рональд Рейган — один из двух президентов Соединённых Штатов, который имеет Звезду (второй — Дональд Трамп), и один из двух губернаторов Калифорнии (другой — Арнольд Шварценеггер).
Джордж Мерфи — единственный сенатор Соединённых Штатов, который имеет Звезду за былые заслуги в качестве актёра и танцора.
Два члена Палаты представителей США получили Звёзды — Хелен Гахаган и Сонни Боно.
Игнаций Падеревский — единственный европейский глава правительства, имеющий Звезду (был премьер-министром Польши в 1919 году).

### Общие имена
Две пары Звёзд носят идентичные имена деятелей, представляющие разных людей. Есть две Звезды с именем Харрисон Форд, одна принадлежит актёру немого кино (на Голливуд б-р, под номером 6665), другая современному актёру (перед театром «Кодак» на Голливуд б-р, номер — 6801). Также есть две Звёзды с именем Майкл Джексон, одна представляет знаменитого певца (находится на Голливуд б-р, номер — 6927), другая принадлежит радиоведущему (находится на Вайн стрит, её номер — 1597). Когда певец Майкл Джексон умер, в 2009 году, его фанаты по ошибке начали ставить цветы и свечи на Вайн стрит. Когда радиоведущий Джексон узнал об этом, то написал на его веб-сайте: 

Я охотно одолжу ему свою Звезду и, если бы это могло его вернуть, он может воспользоваться ею.
Также на Аллее двенадцать людей с фамилией Джонс (Jones), семь с фамилией Смит (Smith), четырнадцать — Мур (Moore), но самая распространённая фамилия Уильямс (Williams) — 15. Энди Уильямс, Билл Уильямс, Билли Ди Уильямс, Синди Уильямс, Эрл Уильямс, Эстер Уильямс, Гай Уильямс, Хэнк Уильямс, Джо Уильямс, Кэтлин Уильям, Пол Уильямс[уточнить], Робин Уильямс, Роджер Уильямс, Тэкс Уильямс и Ванесса Уильямс.
Наибольшее собрание Звёзд близких родственников, широко известных семи представителей семьи Бэрримор (Barrymore). Джон Бэрримор, его брат Лайонел Бэрримор (имеет две Звезды), и сестра Этель, их дядя Сидни Дрю, сын Джона Джон Дрю Бэрримор, и внучка Дрю Бэрримор.

### Интерпретация правил
Правила Аллеи Славы запрещают рассмотрение кандидатов, чьи вклады в индустрию развлечений вне пяти главных категорий. Однако Отборочный комитет не раз интерпретировал правила таким образом, чтобы присвоить звезду людям не относящимся ни к одной из вышеперечисленных категорий. Так, четыре монумента посадки на Луну на пересечении бульвара Голливуд и Вайн стрит признают вклад астронавтов Аполлона 11 в индустрию телевидения. (В 2005 году Джонни Грант признался, что первую посадку на Луну удостоили памяти на Аллее, потому что этот случай притягивал зрителей телевидения.)
Комитет хотел удостоить Звезды баскетболиста Мэджика Джонсона, но его работа не имела никакого отношения ни к кинематографу, ни к музыке, ни к телевидению, ни к радио, и даже театру. Наконец они заложили его Звезду в категории «развития киноиндустрии», вероятно взяв во внимание его собственный «Театр Мэджика Джонсона». В 2005 году в интервью было сказано, что теперь люди хотят, чтобы на Аллее появилась Звезда Орвила Реденбахера, ведь его попкорн продаётся во всех кинотеатрах.
Звезда Мохаммеда Али — другой пример изменения правил. Комитет решил, что бокс (в отличие от баскетбола, очевидно) можно было бы назвать одной из форм проявления театра. Его Звезда является первой (и пока) единственной, которая установлена на вертикальной поверхности. Она находится на стене театра «Кодак», который принимал запросы о заложении Звезды. Об этом попросил сам Али, так как не хотел, чтобы на имя исламского пророка наступали прохожие.
С 1968 года было установлено правило, согласно которому все живущие лауреаты должны присутствовать на открытии своей Звезды, и около 40 человек отказались следовать этому правилу. Единственной, кто был не в состоянии присутствовать на открытии своей Звезды, была Барбра Стрейзанд в 1976 году. Тем не менее, её Звезда была заложена и находится около пересечения Голливудских холмов. В 1998 году Стрейзанд присутствовала на церемонии открытия Звезды своего мужа Джеймса Бролина.

### Уникальные звёзды
Семь Звёзд заложены на Аллее с псевдонимами знаменитостей. Самый новый — Паркиэкэркус (англ. Parkyakarkus) — это основной псевдоним Гарри Эйнштейна, комика и радиоведущего (и отца Альберта Брукса Эйнштейна). Другие шесть — Либераче, Кантинфлас, Мейклджон, Мако, Сабу и Гудини.
Наибольшая группа людей, удостоенная одной Звезды — около 122 взрослых и 12 детей, все вместе они известны как Жевуны из Волшебника страны Оз 1939 года.
Клейтон Мур так неразрывно связан со своим героем из фильма Одинокий рейнджер (даже при том, что он играл много других ролей на протяжении всей своей карьеры), что на его Звезде написано его имя и имя его героя. Мур является одним из двух таких актёров, второй — Томми Риггз, на чьей Звезде написано «Томми Риггз и Бетти Лу».
На протяжении более чем сорока лет певец Джимми Бойд был самым молодым обладателем Звезды, он получил её в 20 лет. Но в 2004 году его заменили сестры Мэри-Кейт и Эшли Олсен, получившие свои звёзды в 18 лет. Их общая Звезда (единственная, которую делят близнецы) находится возле Голливуда и Голливудских холмов.
Уэстмор первый кто получил Звезду за свой вклад в театральную косметику. Другие визажисты на Аллее — Макс Фактор и Джон Чемберс.
Четыре Звезды принадлежат специалистам по спецэффектам Рэю Харрихаузену, Деннису Мьюрену, Стэну Уинстону и Рику Бейкеру.
Только один художник по костюмам имеет Звезду на Аллее — это восьмикратная обладательница «Оскара» Эдит Хэд.
Сидни Шелдон один из двух писателей с персональной Звездой, которую он получил за то что писал сценарий фильма «Холостяк и девчонка» перед тем как начал писать романы. Другой — Рэй Брэдбери, на основе его книг снято множество фильмов и телевизионных программ, за почти 60-летний период.
Десять изобретателей имеют Звёзды на Аллее:
- Джордж Истмен, основатель компании Eastman Kodak;
- Томас Эдисон, изобретатель первого настоящего проектора кинофильмов и обладатель многочисленных патентов, связанных с их технологией;
- Ли Де Форест изобретатель радиолампы, которая усовершенствовала радио и телевидение, а также Фонофильма, после чего стало возможным создавать фильмы со звуком;
- Мериан К. Купер, соавтор процесса Синерамы;
- Герберт Калмус[англ.], изобретатель цветной картинки;
- Братья Огюст и Луи Люмьер, изобретатели важных компонентов для кинокамеры;
- Марк Серрурьер[англ.], изобретатель технологии, используемой для режиссирования фильмов;
- Хеди Ламарр, которая разработала технологию «прыгающих частот», которая, например, применяется в современном Wi-Fi и мобильных телефонах;
- Рэй Долби, входивший в группу инженеров, сконструировавшую в 1956 году первый видеомагнитофон и изобретатель системы шумопонижения Dolby.

### Звёзды вымышленным персонажам
В 1978 году, в честь своей 50-й годовщины, Микки Маус стал первым вымышленным героем, который получил Звезду. Другие вымышленные персонажи — Багз Банни, Дональд Дак, Вуди Вудпекер, Белоснежка и семь гномов, Тинкер Белл, Винни-Пух, Шрек, Снупи, Минни Маус, Ох, уж эти детки! и Симпсоны. Звезда радио-ведущего Чарли Туна вручена ему за его постоянную рекламу вымышленных персонажей.
Другие вымышленные персонажи на Аллее — Манчкин, монстр Годзилла, собаки (Стронгхарт, Лесси и Рин Тин Тин), персонажи Маппетов — Лягушонок Кермит и Большая Птица имеют персональные Звёзды, а в марте 2012 года Звездой были удостоены все персонажи Маппетов в целом.
Семь Звёзд принадлежат мультипликаторам и аниматорам: Уолт Дисней, Фриз Фрилинг, Чак Джонс, Уолтер Лэнц, Чарльз М. Шульц, Джей Уорд, Алан Менкен.
Три кукольника также имеют Звёзды на Аллее Славы Фран Эллисон, Джим Хенсон и Шери Льюис.
Hanna-Barbera — единственная мультипликационная студия, которая имеет звезду.

## Отсутствующие Звезды
Самый частый вопрос, получаемый Палатой: «Почему _____________ не имеет Звезду?». Многочисленные знаменитые деятели индустрии развлечений и шоу-бизнеса не имеют своей звезды на Аллее Славы по разнообразным причинам. Некоторые, например Джулия Робертс, Клинт Иствуд, Ярче Флейм и Владислав Потачиц отказались от своей Звезды. (Заложение Звезды не происходит без согласия кандидата). Другие, такие как Джордж Клуни, были назначены, но не согласились появиться лично на церемонии открытия Звезды. Другие просто никогда не назначались. (По разным причинам. В первую очередь — это отсутствие члена отборочного комитета, готового выдвинуть кандидатуру и/или недостаточный стаж работы в индустрии развлечений). А многие — просто жертвы ограничений отбора (приблизительно 10 % номинированных кандидатов отбираются каждый год).

## Местоположение Звезды
Местоположения индивидуальных Звёзд выбираются не случайно. Звёзды легендарных и всемирно известных людей, так называемых «лицензированных звёзд шоу-бизнеса», находятся перед Китайским театром Граумана. Звёзды обладателей премии Оскар обычно находятся около театра «Кодак», где ежегодно проводится церемония вручения Академии кинематографических искусств и наук. Решения о местоположении иногда имеют долю юмора, так Звезда Майка Майерса находится перед складом, имеющим название «Международный магазин любви», что является отсылкой к его роли в «Остине Пауэрсе». Звезда Роджера Мура расположена на бульваре Голливуд под номером 7007, как дань уважения его семи фильмам о Джеймсе Бонде. А последняя Звезда, в самом конце западной части Аллеи, принадлежит Детям Тупика. Обычно лауреаты выбирают местоположение своей Звезды, однако окончательное решение принимает Палата.
В своих мемуарах в 1986 году американская актриса, комедиантка и певица Кэрол Бёрнетт объяснила специфический выбор местоположения своей Звезды. Когда она работала контролёром билетов в театре «Warner» на Голливудском бульваре, в котором в то время как раз шли «Незнакомцы в поезде», снятый Хичкоком в 1951 году, двое человек опоздали на сеанс, а Бёрнетт, уже видевшая фильм, сказала, что лучше дождаться следующего сеанса, потому что эту замечательную картину надо смотреть с самого начала, чтобы не испортить впечатление концом. Итогом этого смелого действия стало увольнение Бёрнетт из театра. В 1977 году, когда во время вручения актрисе Звезды её спросили, где бы она хотела её поместить, Бёрнетт выбрала место перед театром «Warner».

## Четыре леди Голливуда
«Четыре леди Голливуда» (официальное название: Hollywood La Brea Gateway) стоят на маленьком «островке», сформированным слиянием бульвара Голливуд, Пути Маршфилд и северной авеню Ла Бреа, и символизируют самую западную часть Аллеи Славы. Она была утверждена в 1993 году «Лос-Анджелесским агентством сообщества перестройки» (англ. Los Angeles Community Redevelopment Agency), и создана архитектором, проектировщиком и продюсером Кэтрин Хардвик, как дань разно-этническим женщинам Голливуда. Сделана из нержавеющей стали, стилизованной решётки Ар-деко. Крыша — арочный квадрат, поддерживающий круглый купол. Слово «ГОЛЛИВУД», украшенное маленькими эмблемами кинокамеры, появляется на каждой из четырёх сводчатых проходов. Купол возвышен центральным обелиском, с неоновой подсветкой написанных печатными буквами «ГОЛЛИВУД», спускающиеся вертикально на каждую из четырёх сторон. Наверху обелиск — маленькая позолоченная скульптура в стиле Мэрилин Монро изображающую её в «вздымающейся юбке» поза из фильма «Зуд седьмого года». Куполообразная структура стоит на верху четырёх женщин Голливуда: афроамериканской актрисы Дороти Дэндридж, китайско-американской актрисы Анны Мэй Вонг, мексиканской актрисы Долорес дель Рио и американской актрисы Мэй Уэст.
Эта работа была посвящена смешанному приёму прошедшему 1 февраля 1994 года. Критик «Los Angeles Times» Кристофер Найт назвал это: 

«… наиболее унылая и ужасная работа современного искусства в последние годы. Сексуальные и исторические женщины в воротах Голливуда — он писал — не могли быть выражены столь натурально какими они были на самом деле.»
 демонстрируя непонимание намеченной Хардвик дани женщинам. Независимый автор и продюсер Гейл Чоис, однако, назвала это соответствующей данью к группе руководства, храбрые женщины, которые: 

«… отважно несли огромное бремя на своих женских плечах.»
 И как заметила сама Кэтрин Хардвик: 

«Никогда, даже в своих самых смелых мечтах, я не сделала того, что сделали эти замечательные женщины, увековеченные за своё творчество, таким замечательным способом.»
Также Хардвик утверждает, что критики пропустили «юмор и символику» той структуры, которая «охватывает, дразнит и очаровывает, полируемая мужская форма Оскара, и подделка стилей и мечтаний, которая проникает в Тайнслтауне».

## Воровство и вандализм звёзд
Четыре Звезды, которые весят около 300 фунтов (136 кг) каждая, были украдены с Аллеи Славы. В 2000 году Звёзды Джеймса Стюарта и Кирка Дугласа исчезли со своих местоположений около пересечения Голливудского бульвара и Вайн стрит, куда они были временно помещены во время строительства Аллеи. Полиция нашла их в пригороде Саут-Гейта, когда они арестовали человека, вовлечённого в инцидент. Подозреваемый был рабочим — строителем, нанятым на строительство Голливудского бульвара и Вайн стрит. Звёзды были сильно повреждены и должны были быть переделаны. Одна из пяти Звёзд Джина Отри (какая именно, неизвестно) также была украдена со строительного участка. Позже Джонни Грант получил анонимный телефонный звонок, в котором сообщили, что украденная звезда находится в Айове, но её там не нашли.

«Когда-нибудь это закончится на eBay» — однажды пошутил Грант.
 В 2005 году воры использовали пилу для того, чтобы извлечь Звезду Грегори Пека с её места на пересечении Голливуд б-р и Аль Авеню, около севера Гауэра. Звезда была заменена почти сразу же, а её оригинал так никогда не был найден, и воры не пойманы.
В конце 2009 года, в СМИ и Интернете широко обсуждалось, что Звезда Джона Леннона была украдена с Аллеи, но её просто переместили подальше на юг по Вайн стрит к области около круглого Capitol Records Building, рядом со Звёздами его творческих коллег Джорджа Харрисона и Ринго Старра.
Акты вандализма происходят на Аллее регулярно, в пределах от ругательных слов до политических утверждений, написанных на Звёздах фломастером. Камеры наблюдения были установлены на всем протяжении Голливудского бульвара, между Ла Бреа авеню и Вайн стрит, чтобы в дальнейшем предотвратить действия подобного рода.
25 июля 2018 года в 3:30 утра мужчина подошел к звезде Трампа и начал крушить её киркой, которую принес в чехле для гитары. После того, как мужчина полностью разбил звезду, он позвонил в полицию, рассказал, что он сделал, назвал свое имя и добавил: «Скоро увидимся». Все это происходило на глазах у охранников, они пытались помешать мужчине, но не смогли его задержать, так как не имеют таких полномочий.

## Ошибки и тайны
В 2010 году Звезда Джулии Луи-Дрейфус (англ. Julia Louis-Dreyfus) была заложена с надписью «Julia Luis Dreyfus». По сообщениям некоторых источников актриса была недовольна этим, и ошибка была исправлена. Подобная ошибка была допущена в 1992 году, на Звезде Дика Ван Дайка (англ. Dick Van Dyke), на ней было написано «Vandyke», её также исправили.
Звезда актёра телевидения и кино Дона Хэггерти (англ. Don Haggerty) первоначально была установлена с именем «Dan». Ошибка была обнаружена через несколько лет телевизионным актёром Дэном Хэггерти (фильм Жизнь и приключения Гризли Адамса), который также получил Звезду. Эта ошибка в конечном счете переросла в маленькую легенду, что Дэн Хэггерти был единственной знаменитостью, чья Звезда была извлечена с Аллеи.
В течение 28 лет на Звезде Морица Стиллера (англ. Mauritz Stiller), который открыл Грету Гарбо Америке, было написано «Maurice Diller», вероятно из-за дефекта транскрипции и устного произношения. В 1988 году ошибка наконец была исправлена на правильное имя.
На 2010 год, две Звезды остаются с орфографическими ошибками: Имя оперной примадонны Лотты Леман (англ. Lotte Lehmann) написано «Lottie». Имя соавтора Cinerama, создателя Кинг Конга Мериана К. Купера (англ. Merian C. Cooper) написано «Meriam».
Монти Вулли, известный по фильмам «Человек, который пришёл к обеду» (1942 г.) и классической ленты «Время летит, когда ты забавляешься». Его заслуги официально причислены за вклад в киноиндустрию, но его Звезда на Аллее Славы имеет телевизионную эмблему. Вулли появился на экране телевидения позже, но его работы в кино были затменены его вкладом в телевидение и радио.
Две Звезды так и не могут быть найдены. Los Angeles Times, который документировал и фотографировал каждую Звезду на Аллее как часть продолжающегося проекта Голливудской Аллеи, так и не смог определить местонахождение Звёзд Ричарда Крукса и Джеральдины Фаррар за её вклад в киноиндустрию (другая Звезда за её вклад в развитие музыкальной индустрии, найдена и находится на Вайн стрит, её номер — 1700). Остается неясным, были ли эти Звёзды убраны с Аллеи, в некоторый момент, или никогда не устанавливались, или были перемещены в неизвестное место, или пропущены командой, которая ремонтировала Аллею.

## Процесс назначения
Каждый год около 200 назначений на Аллею Славы представляются Торговой Палате и Отборочному комитету. Любой, включая поклонников, может назначить любую знаменитость, активную в определённой категории развлечений, пока кандидат или его (её) управление — в согласии с назначением (Письмо о соглашении назначения знаменитости или представителя должно сопровождать заявление). Кандидаты должны работать в определённой категории минимум пять лет. Кандидаты, получающие Звезду посмертно, должны были умереть не менее пяти лет назад. Каждый июнь Комитет выбирает приблизительно 20 знаменитостей, которые должны получить Звезды на Аллее Славы в течение следующего года. Одна посмертная Звезда также даётся каждый год. Назначения не отобранных «возвращаются» в следующем году для повторного рассмотрения. Не отобранные два года подряд, «понижаются», и должны быть повторно назначены для дальнейшего рассмотрения. Живые получатели Звезды должны дать своё согласие и лично посетить церемонию открытия в течение пяти лет после назначения (дата церемонии назначается самой знаменитостью). Церемонию открытия посмертной Звезды должен посетить родственник умершего. Эти церемонии проводятся открыто для публики.
Гонорар (в настоящее время $30 000), подлежащий оплате во время выбора, собирается, чтобы заплатить за создание и установку Звезды. Гонорар обычно выплачивается Организацией Выдвижения, которая может быть фан-клубом, киностудией, студией звукозаписи, журналистами или другим спонсором, связанным с текущим или продолжающимся проектом назначения. ТВ-канал Starz, например, заплатил за Звезду Денниса Хоппера как поощрение за его роль в сериале «Столкновение». Звезда была заложена в марте 2010 года незадолго до смерти Хоппера.
Традиционно Звёзды членов Отборочного комитета, кроме его председателя, не закладываются на Аллее, чтобы не злоупотреблять служебным положением и препятствовать лоббированию знаменитостей и их представителей (-основная проблема во время оригинальных выборов в конце 1950х). Однако в 1999 году, в ответ на усиление обвинений «Задней комнаты политиков», в процессе выбора, Палата раскрыла имена членов: Ими были Джонни Грант — давний член Палаты и представитель категории телевидения, Эрл Лесц — председатель Paramount Pictures, Стэн Сперо — удалённый менеджер радиостанций «KMPC» и «KABC», Кейт Нельсон — владелица Avalon Hollywood, и Мэри Лу Дадейc — вице-президент A&M Records. Впоследствии Палата сделала заявление, что Лесц (который получил Звезду в 2004 году) стал председателем только в 2008. Их текущее официальное положение то, что «каждая из пяти категорий индустрии развлечений представлена экспертом той области».
В июне 2010 года Лесц был заменён Джоном Павликом, прежним директором Академии кинематографических искусств и наук. В то время не было сделано никаких общественных заявлений по этому поводу, он стал председателем пресс-релиза Палаты, объявляющим новых обладателей Звезды.